# 塞尔扎
塞尔扎（法語：Cerzat，法語發音：[sɛʁza]）是法国上卢瓦尔省的一个市镇，位于该省西部，属于布里尤德区。

## 地理
塞尔扎（45°9'39"N, 3°28'43"E）面积10.41 平方千米，位于法国奥弗涅-罗讷-阿尔卑斯大区上盧瓦爾省，该省份为法国中南部省份，北起多姆山省和卢瓦尔省，西接康塔爾省，南至洛泽尔省，东临阿尔代什省。
与塞尔扎接壤的市镇（或旧市镇、城区）包括：欧巴扎、希亚克、库特日、阿列河畔马泽拉、圣普里瓦迪德拉贡。

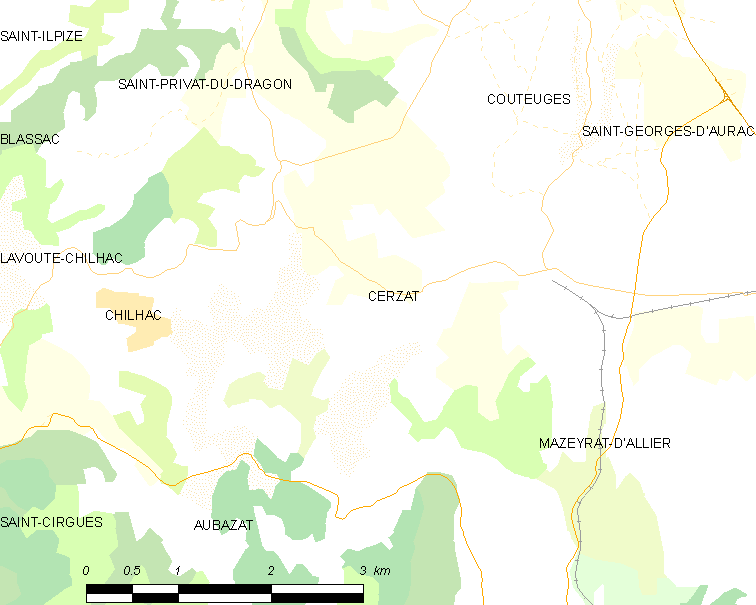
塞尔扎的OSM定位图

塞尔扎的时区为UTC+01:00、UTC+02:00（夏令时）。

## 行政
塞尔扎的邮政编码为43380，INSEE市镇编码为43044。

## 政治
塞尔扎所属的省级选区为拉法耶特地区县。

## 人口

1962-2008年间塞尔扎人口变化图示

塞尔扎于2022年1月1日时的人口数量为212人。